# انترناشيونال هيرالد تريبيون
انترناشيونال هيرالد تريبيون هي صحيفة يومية تصدر باللغة الإنجليزية تصدر في باريس بفرنسا للقراء الناطقين بالإنجليزية الدوليين. كان هدفها أن تصبح «أول صحيفة عالمية في العالم». نُشرت منذ 1967 إلى 2013.
في عام 1887، أنشأ جيمس غوردون بينيت جونيور طبعة باريسية من جريدته New York Herald. وأطلق عليها اسم باريس هيرالد، عندما توفي بينيت جونيور، أصبحت الصحيفة تحت سيطرة فرانك مونسي، الذي اشتراها. وفي عام 1924، باع مونسي الصحيفة لعائلة أوغدن ريد، أصحاب صحيفة نيويورك تريبيون، وأنشأوا صحيفة نيويورك هيرالد تريبيون. بحلول عام 1967 وأصبحت تُعرف باسم International Herald Tribune أو IHT. توقفت عن النشر في عام 2013.